# シャルル・ベルラン
シャルル・ベルラン（Charles Berling, 1958年4月30日 - ）は、フランス出身の俳優。シャルル・ベルリングという表記も時折見られる。

## 略歴
ヴァル＝ド＝マルヌ県サン＝マンデ出身。

## 主な出演作品
- リディキュール Ridicule (1995)
- ラブetc. Love etc. (1996)
- とまどい Nelly & Monsieur Arnaud (1996)
- キュリー夫妻・その愛と情熱 Les palmes de M. Schutz (1996)
- ドライ・クリーニング Nettoyageasec (1997)
- 倦怠 L'Ennui (1998)
- 愛する者よ、列車に乗れ Ceux Qui M'Aiment Prendront Le Train (1998)
- 少女首狩事件 Scènes de crimes (2000)
- しあわせの選択 Stardom  (2000)
- 趣味の問題 Une Affaire de Gout (2000)
- チャイルド・ゲーム Un jeu d'enfants (2001)
- DEMONLOVER デーモンラヴァー Demonlover (2002)
- ソフィー・マルソーの愛人 Je Reste ! (2003)
- スパイ・バウンド Agents Secrets (2004)
- 皇帝ペンギン La Marche de l'empereur (2005) 声
- 恋は足手まとい Un fil à la patte (2005)
- 王妃マリー・アントワネット MARIE-ANTOINETTE (2006)
- 夏時間の庭 L'Heure d'été (2008)
- エル ELLE Elle (2016)
- はじまりのボーイミーツガール Le coeur en braille (2016)
- 警視ヴィスコンティ 黒の失踪 Fleuve noir (2018)
- 私の知らないわたしの素顔 Celle que vous croyez (2019)
- 白雪姫〜あなたが知らないグリム童話〜 Blanche comme neige (2019)